# Schistura psittacula
Schistura psittacula är en fiskart som beskrevs av Jörg Freyhof och Serov 2001. Schistura psittacula ingår i släktet Schistura och familjen grönlingsfiskar. IUCN kategoriserar arten globalt som otillräckligt studerad. Inga underarter finns listade i Catalogue of Life.